# Sverd i fjell
Sverd i fjell (Nederlands: "Zwaarden in rots") is een herdenkingsmonument gelegen in het Hafrsfjord van de stad Stavanger in Noorwegen. Het monument werd gemaakt door beeldhouwer Fritz Røed uit Bryne en werd onthuld door Koning Olaf in 1983. Het monument omvat drie grote zwaarden in een rots ter herdenking van de Slag om Hafrsfjord in 872, toen Harald I Noorwegen tot één koninkrijk wist te formeren.
Het grootste zwaard vertegenwoordigt de zegevierende koning, terwijl de andere twee de niet zo fortuinlijke tegenstanders moeten symboliseren. Het monument dient ook als een symbool van vrede, doordat de zwaarden verzonken zitten in de berg en zodoende "niet meer gebruikt" kunnen worden. De zwaarden zijn ongeveer 9,2 meter hoog en zijn gebaseerd op historische zwaarden die door het gehele land zijn gevonden.